# Música de palo
Palo, también conocido como Atabales y Fiesta de Palos, es una música sagrada de la República Dominicana que se puede encontrar en toda la isla. Los principales instrumentos son el tambor y la voz humana. El palo se interpreta en ceremonias religiosas —generalmente coincidiendo con los días de los santos—, así como en fiestas seculares y ocasiones especiales.
Sus raíces provienen de la región del Congo, en el África central-occidental, pero está mezclado con influencias europeas en las melodías. Los palos están relacionados con el catolicismo popular dominicano, que incluye un panteón de deidades o santos (aquí llamados misterios), muy similar a las tradiciones religiosas sincréticas afroamericanas de Cuba, Brasil, Haití y otros lugares.
Por lo general, los palos están asociados con las poblaciones negras y mestizas. Se pueden encontrar en diferentes regiones de la República Dominicana, aunque con algunas variaciones. 

## Instrumentos
La música de palo se interpreta con tambores largos llamados palos. La palabra palos significa bastones o palos de madera, y por lo tanto, todos los tambores de palo dominicanos son instrumentos hechos de troncos ahuecados.
La parte superior del tambor está hecha de cuero de vaca y se une a la parte de madera con aros y clavijas en la región oriental, o con clavos en la región suroeste.
Existe un tambor principal llamado palo mayor, que es el tambor más grande y ancho, acompañado por tambores más pequeños y delgados llamados alcahuetes: dos en la región oriental o tres en otras áreas.
Los palos suelen tocarse junto con güiras, que son ralladores metálicos. También pueden ir acompañados de maracas o de un pequeño palo utilizado para golpear el tambor principal, conocido como catá.
La región de la República Dominicana en la que se tocan los palos determina la forma de los tambores, el número de instrumentos utilizados y la manera en que se interpretan.

## Tradición
Los palos están asociados con las cofradías dominicanas. Originalmente, estas cofradías estaban compuestas únicamente por hombres. Con el paso del tiempo, las mujeres y la herencia familiar se encargaron de preservar la santidad de las cofradías.
Cada cofradía está dedicada a un santo en particular, y su responsabilidad es honrar a ese santo con una fiesta o celebración.
Históricamente, las cofradías se establecieron siguiendo principios similares a los de las sociedades gremiales mediterráneas y a los de las hermandades africanas que habitaban el sur de España. A través de la colonización y el comercio de esclavos, estas tradiciones fueron introducidas en la República Dominicana.
La música de palo se toca generalmente en festividades en honor a los santos (conocidas como velaciones) o durante otros eventos religiosos. La configuración de los instrumentos varía según la región en la que se realicen estos eventos.
Los tambores de palo se tocan con las manos, se sostienen entre las piernas y se amarran a la cintura del palero con una cuerda.
En una interpretación tradicional, tres paleros tocan ritmos distintos en sus tambores, que al final se combinan para crear una melodía unificada. Estos ritmos también varían según la región. Por ejemplo:
- En la región Este, es común el ritmo conocido como "palo corrido".
- En San Cristóbal, es más probable encontrar el ritmo llamado "palo abajo".

Mientras los paleros tocan sus tambores, uno de ellos suele cantar versos de una canción.
El público que rodea el evento a menudo invoca espíritus de ancestros o santos, y no es raro que algunos participantes experimenten posesiones espirituales durante estas celebraciones.